# 硼氢化锂
硼氢化锂是一种无机化合物，化学式为LiBH4，为强还原剂。

## 化学性质
硼氢化锂可以和甲醇反应，生成氢气和硼甲氧化锂。
LiBH4 + 4MeOH → Li[B(OMe)4] + 4H2↑

## 制备
硼氢化锂可以由硼氢化钠和氯化锂的反应制得。
NaBH4 + LiCl → NaCl + LiBH4